# A12高速公路 (奧地利)

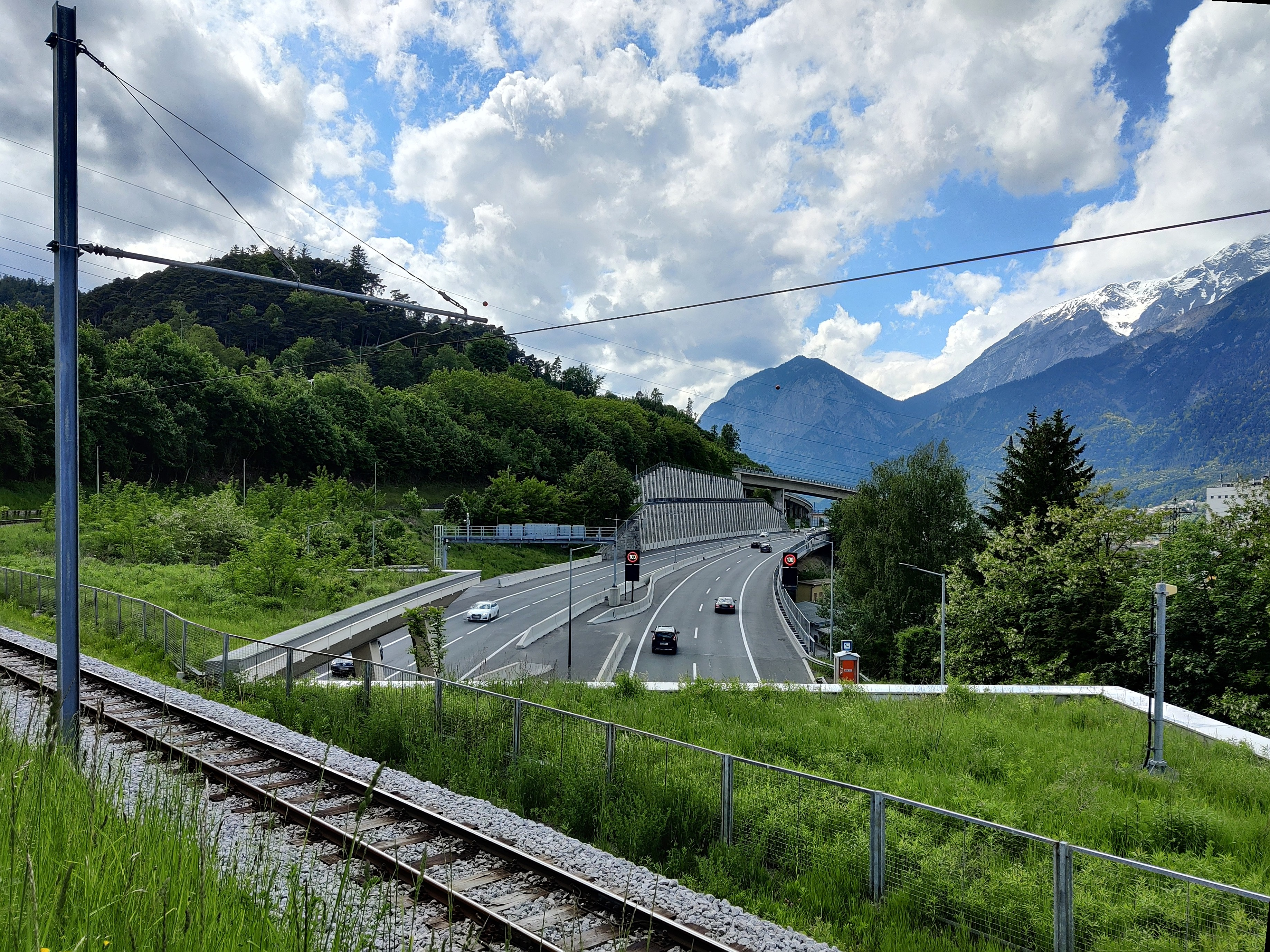
A12

A12高速公路（德語：Inntal Autobahn A12），又稱因河谷高速公路，是奧地利一條高速公路，連接察姆斯（阿爾貝格快速道路）以及接近德國邊境的庫夫施泰因（德國93號高速公路）。全長153.32公里。
公路自1968年起分階段通車，2000年6月24日全面通車。公路是E45、E60和E533公路的一部份。
公路庫夫施泰因—因斯布魯克段是慕尼黑至義大利維羅納和摩德納公路的一段，另外也是連接蒂羅爾州和首都維也納之間的公路（中間須繞過德意志角）。